# 前垈・エバーランド駅
前垈・エバーランド駅（チョンデ・エバーランドえき）は、大韓民国京畿道龍仁市処仁区にある龍仁軽電鉄の駅。同線の終着駅である。駅番号はY124。

## 駅構造
相対式ホーム2面2線を有する地上駅。片側の1面1線のみを使用している。

### のりば
- のりばの番号は存在しない。

| 上り | ●龍仁軽電鉄 | 器興行き |
| 下り | ●龍仁軽電鉄 | 未使用   |

## 駅周辺
- 蒲谷初等学校
- 蒲谷中学校
- 前垈橋
- 三渓橋
- エバーランド - 当駅よりシャトルバスで連絡する。

## 歴史
- 2013年4月26日 - 開業。

## 隣の駅
龍仁軽電鉄
●龍仁軽電鉄
屯田駅 (Y123) - 前垈・エバーランド駅 (Y124)